# Bonneville-Aptot
Bonneville-Aptot és un municipi francès situat al departament de l'Eure i a la regió de Normandia. L'any 2007 tenia 212 habitants.

## Demografia

### Població
El 2007 la població de fet de Bonneville-Aptot era de 212 persones. Hi havia 72 famílies, de les quals 12 eren unipersonals (8 homes vivint sols i 4 dones vivint soles), 20 parelles sense fills, 32 parelles amb fills i 8 famílies monoparentals amb fills.
La població ha evolucionat segons el següent gràfic:
Habitants censats

### Habitatges
El 2007 hi havia 91 habitatges, 75 eren l'habitatge principal de la família i 16 eren segones residències. 88 eren cases i 2 eren apartaments. Dels 75 habitatges principals, 67 estaven ocupats pels seus propietaris i 8 estaven llogats i ocupats pels llogaters; 2 tenien dues cambres, 12 en tenien tres, 18 en tenien quatre i 43 en tenien cinc o més. 65 habitatges disposaven pel capbaix d'una plaça de pàrquing. A 29 habitatges hi havia un automòbil i a 42 n'hi havia dos o més.

### Piràmide de població
La piràmide de població per edats i sexe el 2009 era:
| Homes | Edats   | Dones |
| ----- | ------- | ----- |
| 0     | 95 o +  | 0     |
| 0     | 90 a 94 | 0     |
| 4     | 85 a 89 | 4     |
| 0     | 80 a 84 | 0     |
| 0     | 75 a 79 | 8     |
| 4     | 70 a 74 | 0     |
| 0     | 65 a 69 | 4     |
| 4     | 60 a 64 | 8     |
| 0     | 55 a 59 | 0     |
| 8     | 50 a 54 | 0     |
| 8     | 45 a 49 | 8     |
| 0     | 40 a 44 | 8     |
| 8     | 35 a 39 | 12    |
| 20    | 30 a 34 | 4     |
| 8     | 25 a 29 | 0     |
| 4     | 20 a 24 | 4     |
| 4     | 15 a 19 | 12    |
| 12    | 10 a 14 | 4     |
| 16    | 5 a 9   | 8     |
| 4     | 0 a 4   | 4     |

## Economia
El 2007 la població en edat de treballar era de 137 persones, 102 eren actives i 35 eren inactives. De les 102 persones actives 97 estaven ocupades (59 homes i 38 dones) i 5 estaven aturades (2 homes i 3 dones). De les 35 persones inactives 10 estaven jubilades, 8 estaven estudiant i 17 estaven classificades com a «altres inactius».

### Ingressos
El 2009 a Bonneville-Aptot hi havia 73 unitats fiscals que integraven 206 persones, la mediana anual d'ingressos fiscals per persona era de 20.017 €.

### Activitats econòmiques
Dels 7 establiments que hi havia el 2007, 2 eren d'empreses de construcció, 1 d'una empresa de comerç i reparació d'automòbils i 4 d'empreses de serveis.
Dels 2 establiments de servei als particulars que hi havia el 2009, 1 era un paleta i 1 fusteria.
L'any 2000 a Bonneville-Aptot hi havia 18 explotacions agrícoles que ocupaven un total de 581 hectàrees.

## Poblacions més properes
El següent diagrama mostra les poblacions més properes.